# کاج سفید

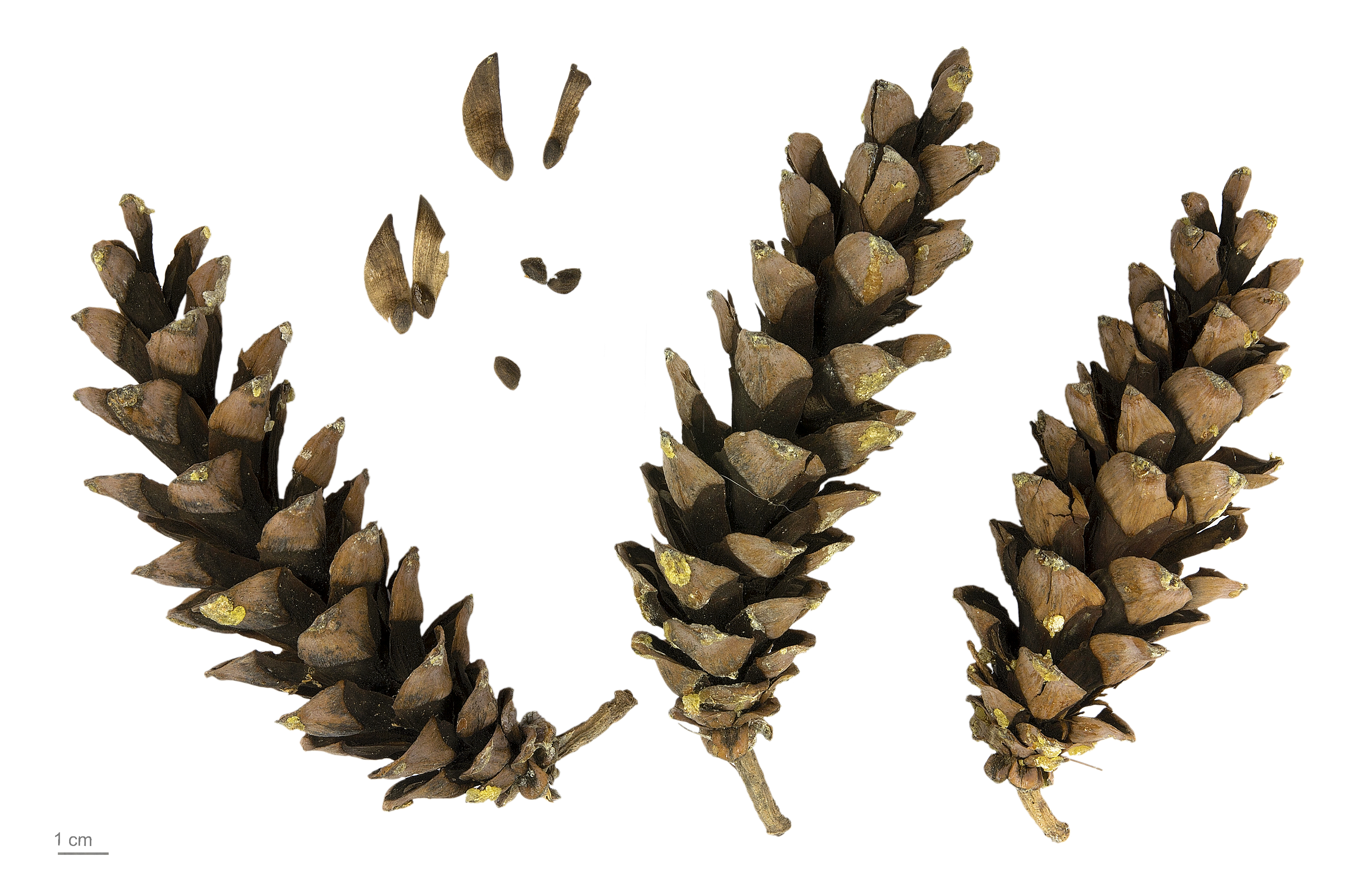
Pinus strobus

کاج نرم (نام علمی: Pinus strobus) نام یک گونه از سرده کاج است.

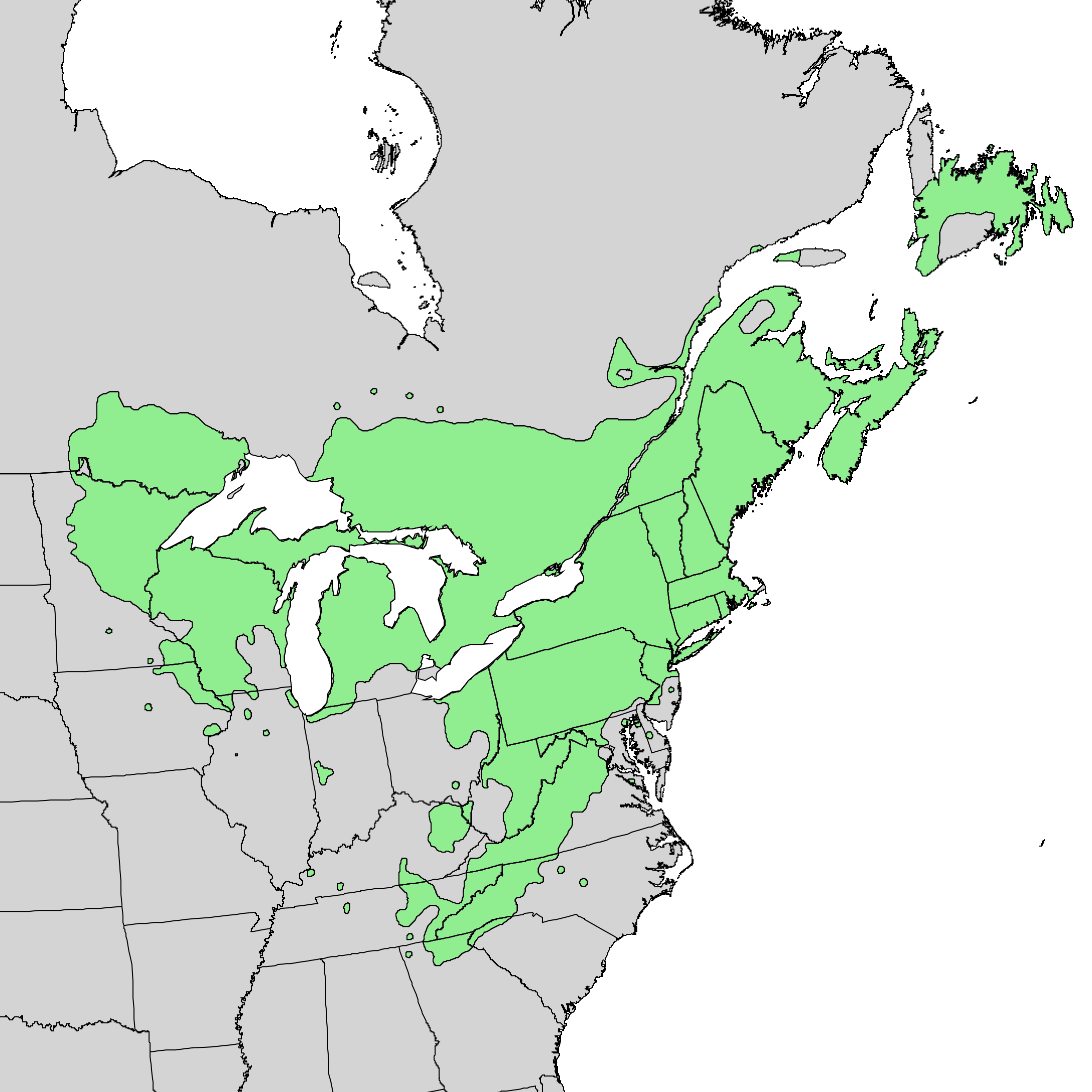
Partial distribution map of Pinus strobus in آمریکای شمالی